# Schrankia kogii
Schrankia kogii är en fjärilsart som beskrevs av Inoue 1979. Schrankia kogii ingår i släktet Schrankia och familjen nattflyn. Inga underarter finns listade.